# Bethlehem (Carolina del Norte)
Bethlehem es un lugar designado por el censo ubicado en el condado de Alexander en el estado estadounidense de Carolina del Norte. La localidad en el año 2010, tenía una población de 4.214 habitantes en una superficie de 23,1 km², con una densidad poblacional de 188,8 personas por km².

## Geografía
Bethlehem se encuentra ubicado en las coordenadas 35°48′44″N 81°17′35″O / 35.81222, -81.29306. Según la Oficina del Censo, la localidad tiene un área total de 23,1 km² (8,9 mi²), de la cual 19,7 km² (7,6 mi²) es tierra y 3,4 km² (1,3 mi²) (14.70%) es agua.

### Localidades adyacentes
El siguiente diagrama muestra a las localidades en un radio de 16 kilómetros (9,9 mi) de Bethlehem.

## Demografía
En el 2000 la renta per cápita promedia del hogar era de $52.443, y el ingreso promedio para una familia era de $56.776. El ingreso per cápita para la localidad era de $28.537. En 2000 los hombres tenían un ingreso per cápita de $34.023 contra $26.944 para las mujeres. Alrededor del 5.0% de la población estaba bajo el umbral de pobreza nacional.